# Élection présidentielle lituanienne de 2009
L’élection présidentielle lituanienne de 2009 (en lituanien 2009 m. Lietuvos Respublikos Prezidento rinkimai) est la cinquième élection du président de la République de Lituanie depuis la restauration de l'indépendance du pays en 1990-91. Elle s'est tenue en Lituanie le 17 mai 2009.
La commissaire européenne, Dalia Grybauskaitė, soutenue par les quatre formations de centre droit au pouvoir, a été élue neuvième présidente de la République pour un mandat de cinq ans dès le premier tour.

## Candidatures

### Retenues
- Les candidats suivants ont rempli les conditions pour être retenus par la commission électorale centrale :

| Nom                  | Parti                            | Parrainages |
| -------------------- | -------------------------------- | ----------- |
| Valdemar Tomaševski  | LLRA                             | 36 981      |
| Dalia Grybauskaitė   | Indépendante                     | 36 025      |
| Loreta Graužinienė   | Parti du travail                 | 33 575      |
| Algirdas Butkevičius | Parti social-démocrate lituanien | 32 417      |
| Česlovas Jezerskas   | Indépendant                      | 27 096      |
| Kazimiera Prunskienė | Indépendante                     | 25 058      |
| Valentinas Mazuronis | Ordre et Justice                 | 25 033      |

### Avortées
- Les candidats suivants n'ont pas rempli les conditions pour être retenus par la commission électorale centrale :

| Nom                     | Parti       | Motif                  |
| ----------------------- | ----------- | ---------------------- |
| Jonas Jankauskas        | Indépendant | Manque de parrainages  |
| Vytautas Kundrotas      | Indépendant | Manque de parrainages  |
| Algimantas Matulevičius | PDP         | Manque de parrainages  |
| Algirdas Pilvelis       | Indépendant | Absence de parrainages |
| Vidmantas Sadauskas     | Indépendant | Manque de parrainages  |
| Arūnas Valinskas        | TPP         | Retrait                |
| Zigmas Vaišvila         | Indépendant | Manque de parrainages  |
| Vladimiras Romanovas    | Indépendant | Pas né lituanien       |

## Résultats

### Premier tour

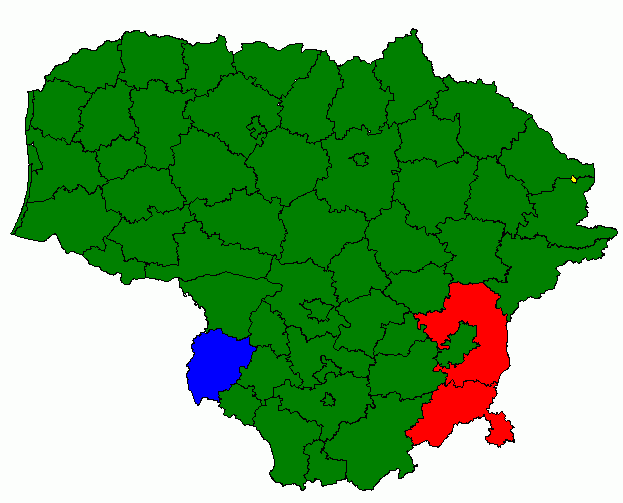
Candidat arrivé en tête dans chaque municipalité :
Dalia Grybauskaitė
Valdemar Tomaševski
Algirdas Butkevičius

| Candidat                        | Candidat                        | Voix      | %        |
| ------------------------------- | ------------------------------- | --------- | -------- |
|                                 | Dalia Grybauskaitė              | 950 407   | 68,21 %  |
|                                 | Algirdas Butkevičius            | 162 665   | 11,68 %  |
|                                 | Valentinas Mazuronis            | 84 656    | 6,08 %   |
|                                 | Valdemar Tomaševski             | 62 255    | 4,68 %   |
|                                 | Kazimira Prunskienė             | 53 778    | 3,86 %   |
|                                 | Loreta Graužinienė              | 49 686    | 3,57 %   |
|                                 | Česlovas Jezerskas              | 9 191     | 0,66 %   |
| TOTAL (participation : 51,71 %) | TOTAL (participation : 51,71 %) | 1 372 638 | 100,00 % |

### Conséquences
La participation ayant dépassé la moitié des inscrits, et Dalia Grybauskaitė, commissaire européenne au Budget, ayant remporté la majorité absolue des suffrages dès le premier tour, elle est déclarée élue présidente de la République, étant la première femme élue à la tête de l'État lituanien.